# Vitra Design Museum

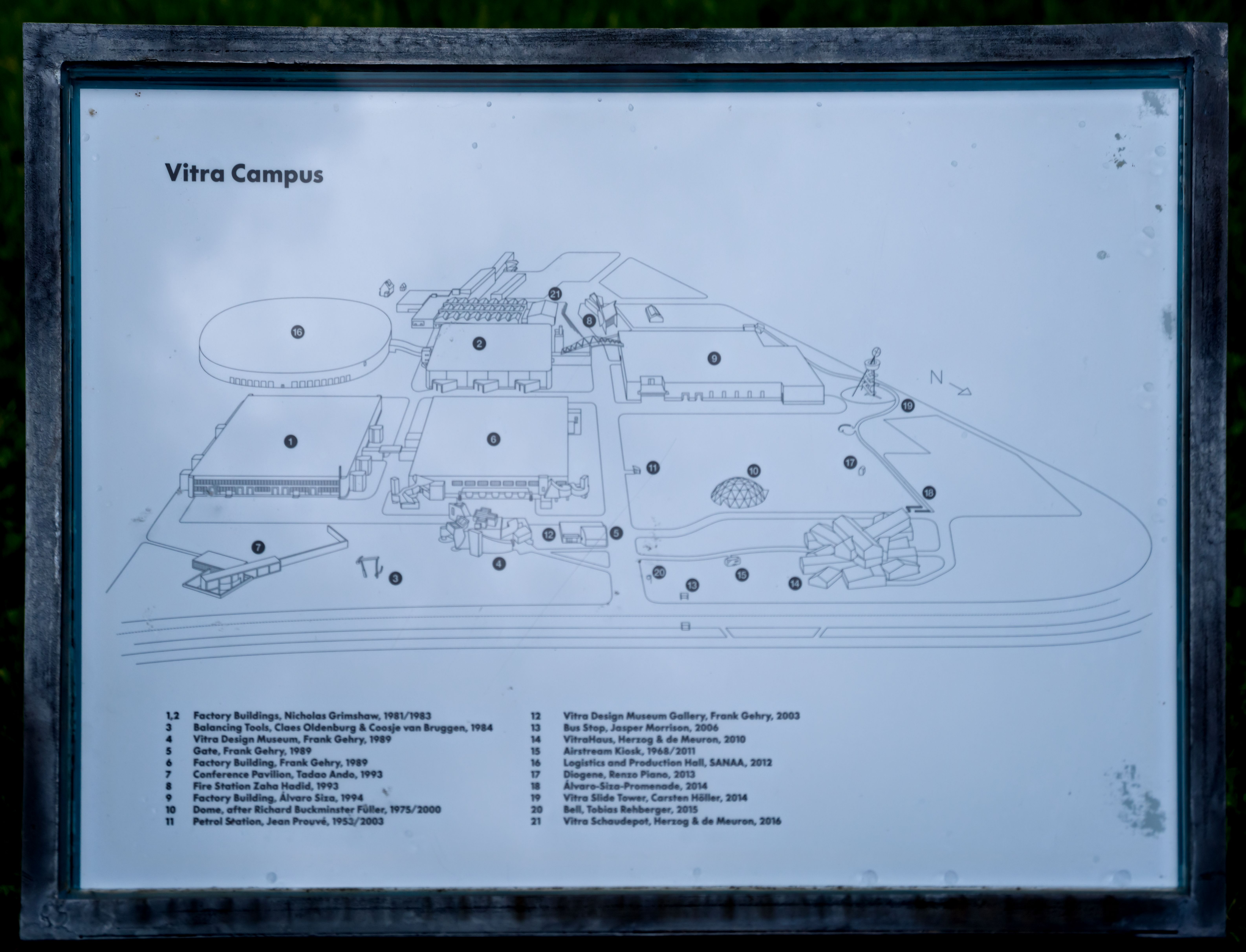

Het Vitra Design Museum is een museum in Weil am Rhein, dat is gewijd aan architectuur en ontwerpen. De rechtsvorm is een stichting. Rolf Fehlbaum, de eigenaar van de meubelfabriek Vitra, wilde oorspronkelijk een gebouw om zijn verzameling stoelen en andere meubels permanent tentoon te stellen. Na een ontmoeting met Alexander von Vegesack veranderde hij van mening en besloot hij een designmuseum op te zetten dat ruimte zou bieden voor wisselende tentoonstellingen en evenementen. Von Vegesack werd de eerste directeur van het museum en leidde het van 1989 tot 2010. Sinds januari 2011 heeft het museum een gedeelde leiding: Mateo Kries voor de collectie en Marc Zehntner voor het management.
In het Vitra Design Museum is ruimte voor wisselende thematische tentoonstellingen, overzichtstentoonstellingen en workshops op de terreinen architectuur en ontwerpen. Waar de doelstelling van het museum vroeger ‘popularisering van het ontwerp’ was, legt de huidige leiding vooral de nadruk op het ‘onderzoeken, overdragen en in de juiste context plaatsen’ van het ontwerp.

## Collectie
Het zwaartepunt van de collectie is een permanente tentoonstelling over meubels en interieurontwerpen. De basis werd gelegd na het overlijden van de Amerikaanse ontwerpers en architecten Charles en Ray Eames, wier ontwerpen door Vitra werden geproduceerd en in Europa verkocht. Ze lieten een aanzienlijke collectie meubels na en Fehlbaum kocht in 1986 honderdvijftig stoelen uit deze collectie. De meubelverzameling bevat inmiddels ontwerpen van bijna alle bekende industriële ontwerpers, zoals George Nelson, Alvar Aalto, Verner Panton, Dieter Rams, Jean Prouvé, Michael Thonet en Gerrit Rietveld. Het museum legt zich toe op het verwerven, archiveren en in stand houden van de nalatenschap van bekende ontwerpers. Vaak is het mogelijk een ontwerp te presenteren in alle fasen: schets, prototype en het uiteindelijke product. Naast de meubelverzameling beschikt het museum ook over een bibliotheek en een archief met de nalatenschap van een aantal ontwerpers.
Tot in 2014 waren objecten uit de collectie meestal alleen in het kader van een van de wisselende tentoonstellingen te zien. In 2014 kreeg het architectenbureau Herzog & de Meuron uit Bazel de opdracht een nieuwe opslagruimte voor de collectie te ontwerpen, die inmiddels was uitgegroeid tot ongeveer 6000 meubels en 1000 lampen. Op 3. juni 2016 ging op de ‘Vitra Campus’, het terrein van de Vitra-vestiging en het museum in Weil am Rhein, het Schaudepot open, een depot dat voor het publiek toegankelijk is. Het is een gebouw zonder vensters uit rode baksteen met een laag zadeldak, dat naast de vroegere brandweerkazerne van Zaha Hadid staat. Hier werd ook een nieuwe ingang tot de Vitra Campus geopend; er bestaan plannen om lijn 8 van de Strassenbahn Basel naar deze ingang door te trekken. In dit gebouw is een permanente tentoonstelling van ongeveer ‘400 hoogtepunten uit de geschiedenis van het meubelontwerp van 1800 tot heden’ te bekijken.
Herzog & de Meuron ontwierpen ook het VitraHaus op de Vitra Campus, dat in 2010 werd geopend. Rolf Fehlbaum droeg het gebouw op aan de nagedachtenis van zijn in 2009 overleden moeder Erika. Op de begane grond van het VitraHaus bevindt zich de Vitra Design Museum Shop.
Voordat het VitraHaus gebouwd was, in de periode 2003-2010, was de museumwinkel gevestigd in de kleine Vitra Design Museum Gallery, een aanbouw aan de poort van de fabriek, die net als het hoofdgebouw van het museum was ontworpen door Frank Gehry. Daarna diende de Vitra Design Museum Gallery voor kleinere tentoonstellingen en experimentele projecten. Het gebouwtje geeft ook toegang tot dat deel van de Vitra Campus dat niet voor het publiek toegankelijk is.
Tussen 1 juli 2000 en 18 januari 2004 had het museum een nevenvestiging in het Berlijnse stadsdeel Prenzlauer Berg in een vroeger transformatorstation van het Berlijnse elektriciteitsbedrijf Bewag. Tentoonstellingen uit Weil am Rhein kwamen ook naar Berlijn, maar de nevenvestiging organiseerde daarnaast eigen tentoonstellingen, zoals ‘Design Berlin! New projects for a changing city’, ‘Issey Miyake & Dai Fujiwara: A-Poc Making’ en ‘Cartier Design’. Toen Bewag het gebouw wilde verkopen, plande het museum in eerste instantie een verhuizing naar het cultuurcentrum Pfefferberg. Het nieuwe gebouw was al compleet ontworpen en de eerste steen was al gelegd, toen het project in 2008 om onbekende redenen werd afgeblazen.

## Architectuur

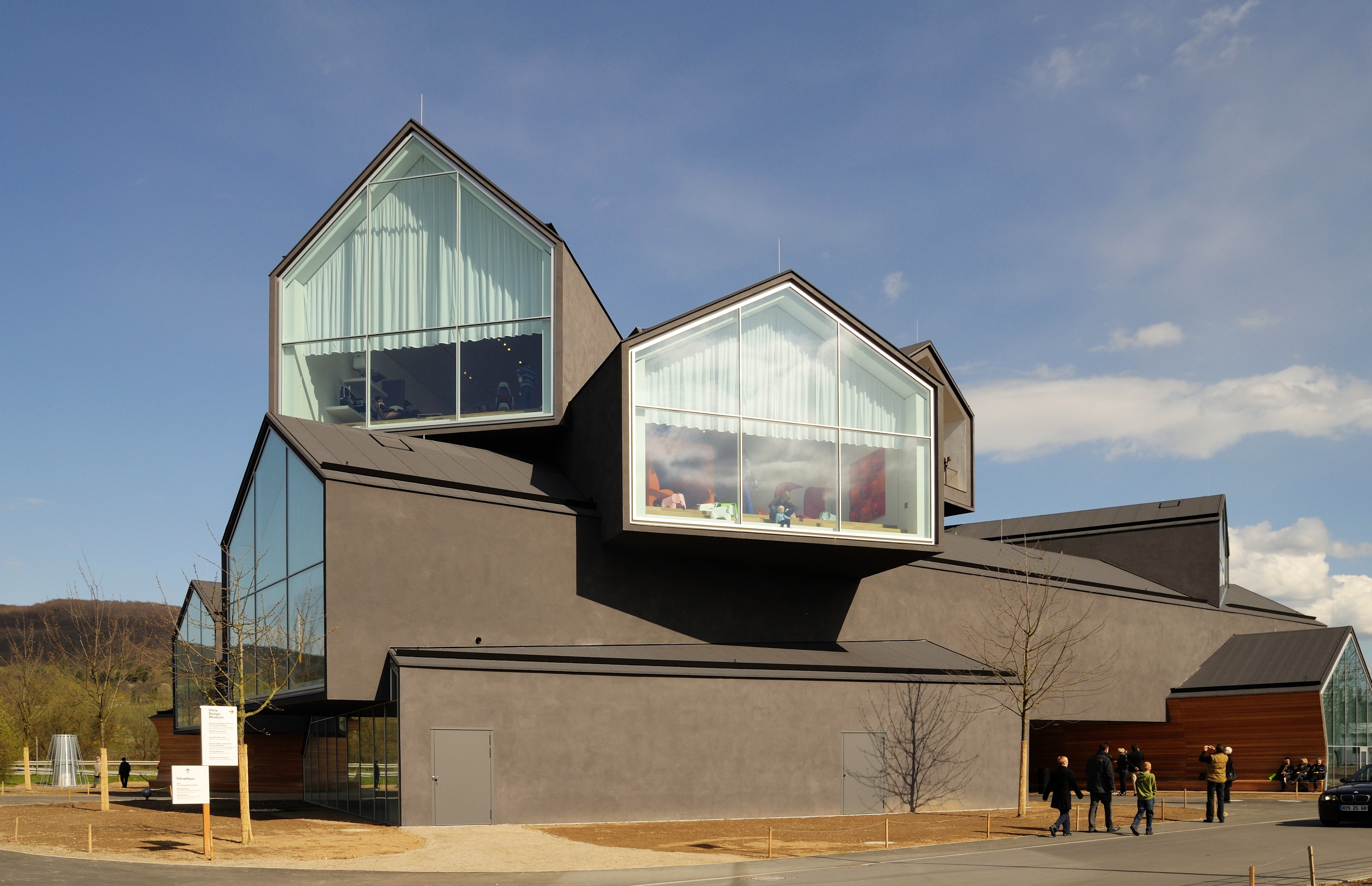
Het VitraHaus

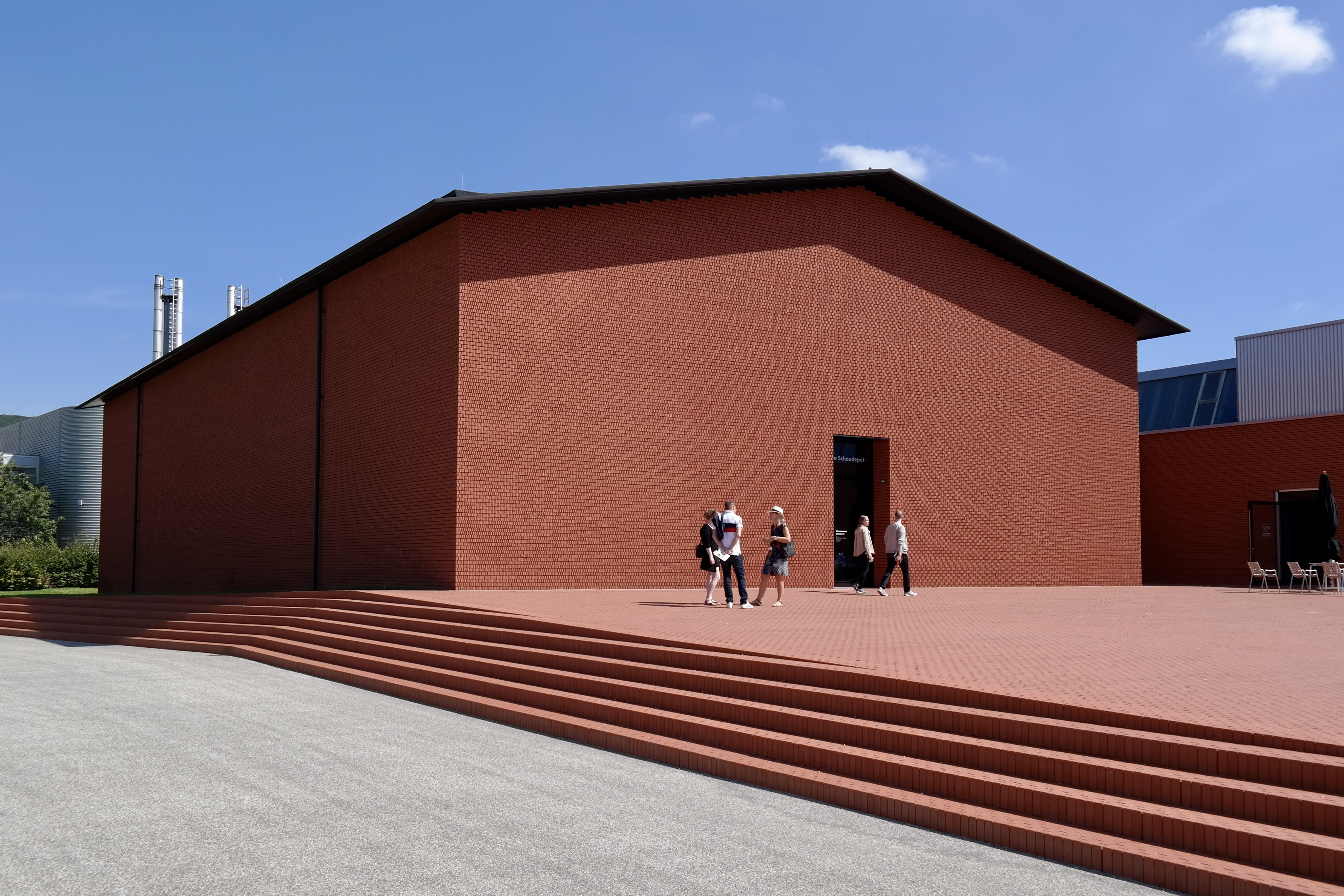
Vitra Schaudepot

Het hoofdgebouw van het museum is ontworpen door de Canadees-Amerikaanse architect Frank Gehry. Hij bouwde het in samenwerking met de uit Lörrach afkomstige architect Günter Pfeifer. De bouw duurde drie jaar; het gebouw werd op 3 november 1989 geopend. Het heeft vier tentoonstellingsruimten en een kelder. Het was het eerste gebouw waarbij Gehry afzag van zijn gebruikelijke combinatie van verschillende bouwmaterialen, maar zich beperkte tot wit pleisterwerk en titaanzink voor de gevel. Het gebouw, dat op een samenraapsel van geometrische vormen lijkt, wordt omgeven door fruitbomen. Op korte afstand staat een plastiek van de beeldhouwers Claes Oldenburg en Coosje van Bruggen, Balancing Tools geheten, die het gereedschap van een stoffeerder voorstelt.
Het was Gehry’s eerste gebouw in Europa en het tweede gebouw in een reeks ontwerpen van internationaal bekende architecten op het terrein van Vitra. In de jaren 1981-1986 was al een fabriek gebouwd naar een ontwerp van de Engelsman Nicholas Grimshaw. Gehry bouwde in 1989 ook een tweede fabrieksgebouw naast dat van Grimshaw, en in 2003 de al genoemde Vitra Design Museum Gallery. In 1994 bouwde hij in het Zwitserse Birsfelden een nieuw hoofdkantoor voor Vitra, het Vitra Center.
Na Grimshaw en Gehry volgden een gebouw voor de bedrijfsbrandweer van Vitra van de hand van Zaha Hadid – dat nu voor het publiek toegankelijk is en nog een tijdlang als tentoonstellingsruimte is gebruikt –, een conferentiepaviljoen van de Japanner Tadao Ando uit 1993 en een fabrieksgebouw van de Portugese Architect Álvaro Siza uit 1994. Het VitraHaus van Herzog & de Meuron uit 2010 wekt de indruk van een willekeurige stapeling van huizen. Herzog & de Meuron ontwierp ook het in 2016 opgeleverde Vitra Schaudepot. 
In 2014 kwam de 31 meter hoge Vitra Rutschturm van Carsten Höller gereed. De stalen toren, een kunstwerk, fungeert als uitzichttoren met een spiraalvormige glijbaan.
Op de Vitra Campus staan ook enkele bouwwerken die architectuurhistorisch belang hebben, zoals een tankstation ontworpen door Jean Prouvé en een geodetische koepeltent van Richard Buckminster Fuller.

## Tentoonstellingen
De meeste tentoonstellingen die het Vitra Design Museum organiseert, zijn als reizende tentoonstellingen te zien in belangrijke musea overal in de wereld. Alle tentoonstellingen gaan vergezeld van uitvoerige documentatie of een catalogus, doorgaans uitgegeven door de eigen uitgeverij van het museum.
Een paar opvallende tentoonstellingen waren:
- ‘Tschechischer Kubismus. Architektur und Design 1910–1925’ (‘Tsjechisch kubisme. Architectuur en ontwerp 1910-1925’), juli-september 1991
- ‘Ein Stuhl macht Geschichte’ (‘Een stoel schrijft geschiedenis’), november 1992 - maart 1993
- ‘Die Welt von Charles & Ray Eames’ (‘De wereld van Charles en Ray Eames’), november 1997 - maart 1998
- ‘Mies van der Rohe: Möbel und Bauten in Stuttgart, Barcelona, Brno’ (‘Mies van der Rohe: Meubels en bouwwerken in Stuttgart, Barcelona, Brno’), februari-april 1999
- ‘100 Jahre – 100 Stühle’ (‘100 jaar – 100 stoelen’), april-mei 1999
- ‘Leben unter dem Halbmond. Die Wohnkulturen der Arabischen Welt’ (‘Leven onder de halve maan: De woonculturen van de Arabische wereld’), juli 2003 - januari 2004 en februari-augustus 2008
- ‘Marcel Breuer – Design und Architektur’ (‘Marcel Breuer – Ontwerp en architectuur’), september 2003 - mei 2004
- ‘Rudolf Steiner – Die Alchemie des Alltags’ (‘Rudolf Steiner – De alchemie van het dagelijks leven’), oktober 2011 - mei 2012
- ‘Gerrit Rietveld – Die Revolution des Raums’ (‘Gerrit Rietveld – De revolutie van de ruimte’), mei-september 2012
- ‘Pop Art Design’ (‘Popartontwerpen’), oktober 2012 - februari 2013
- ‘Alvar Aalto – Second Nature’ (‘Alvar Aalto – Tweede natuur’), september 2014 - maart 2015
- ‘Hello, Robot. Design zwischen Mensch und Maschine’ (‘Hallo, robot. Ontwerpen tussen mens en machine’), februari-mei 2017

## Foto’s

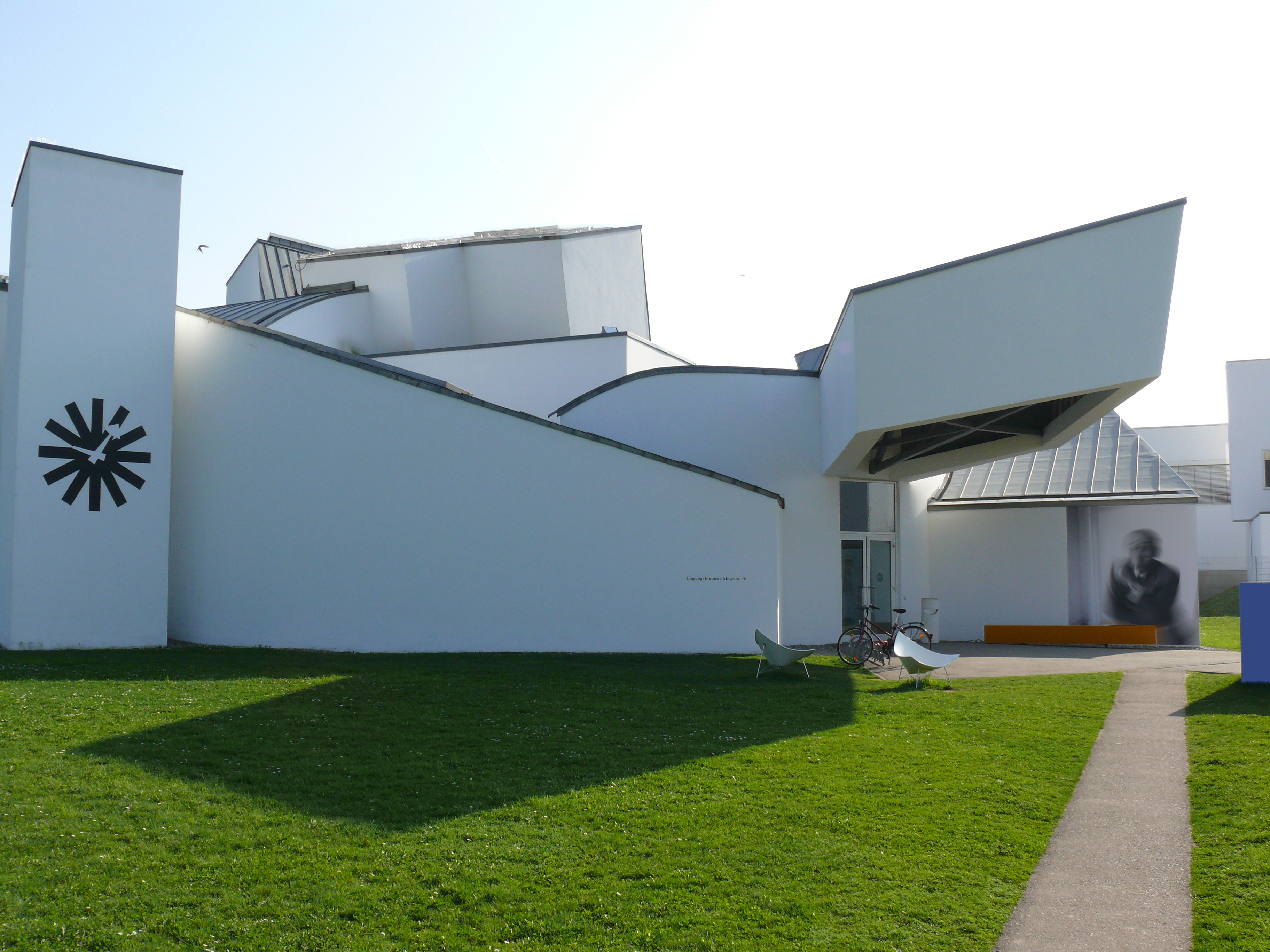
Hoofdgebouw van het museum, straatzijde
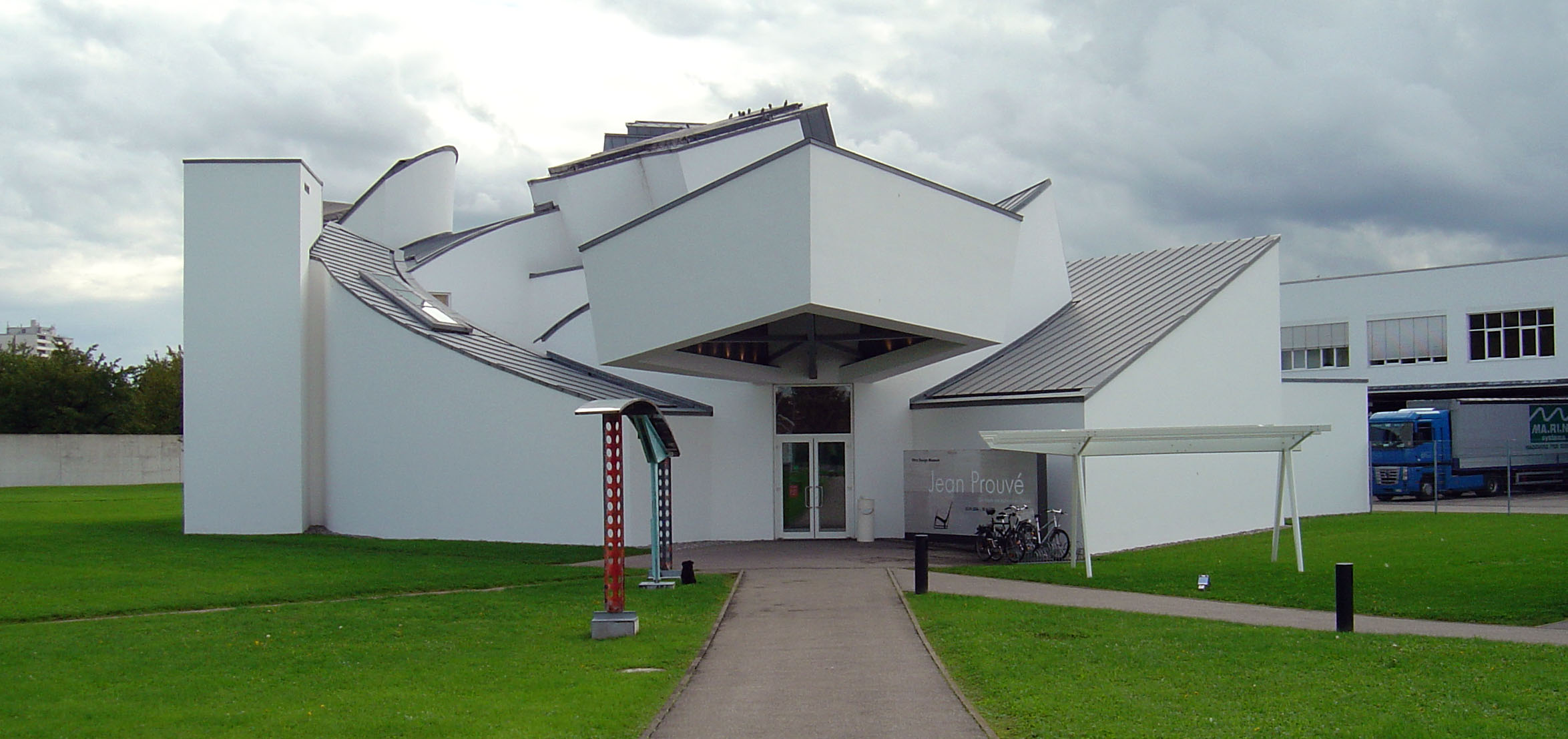
Ingang van het museum
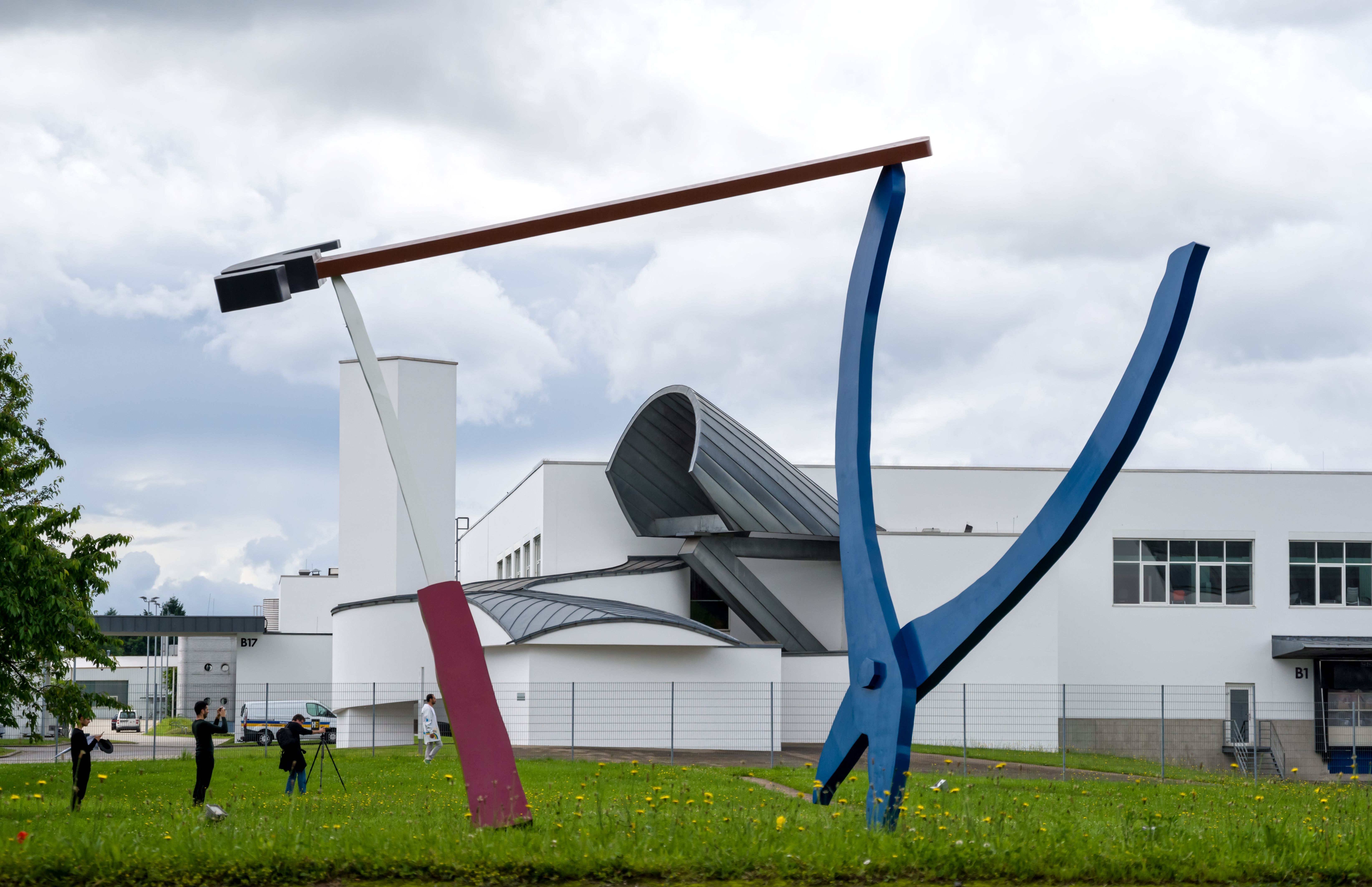
Balancing Tools
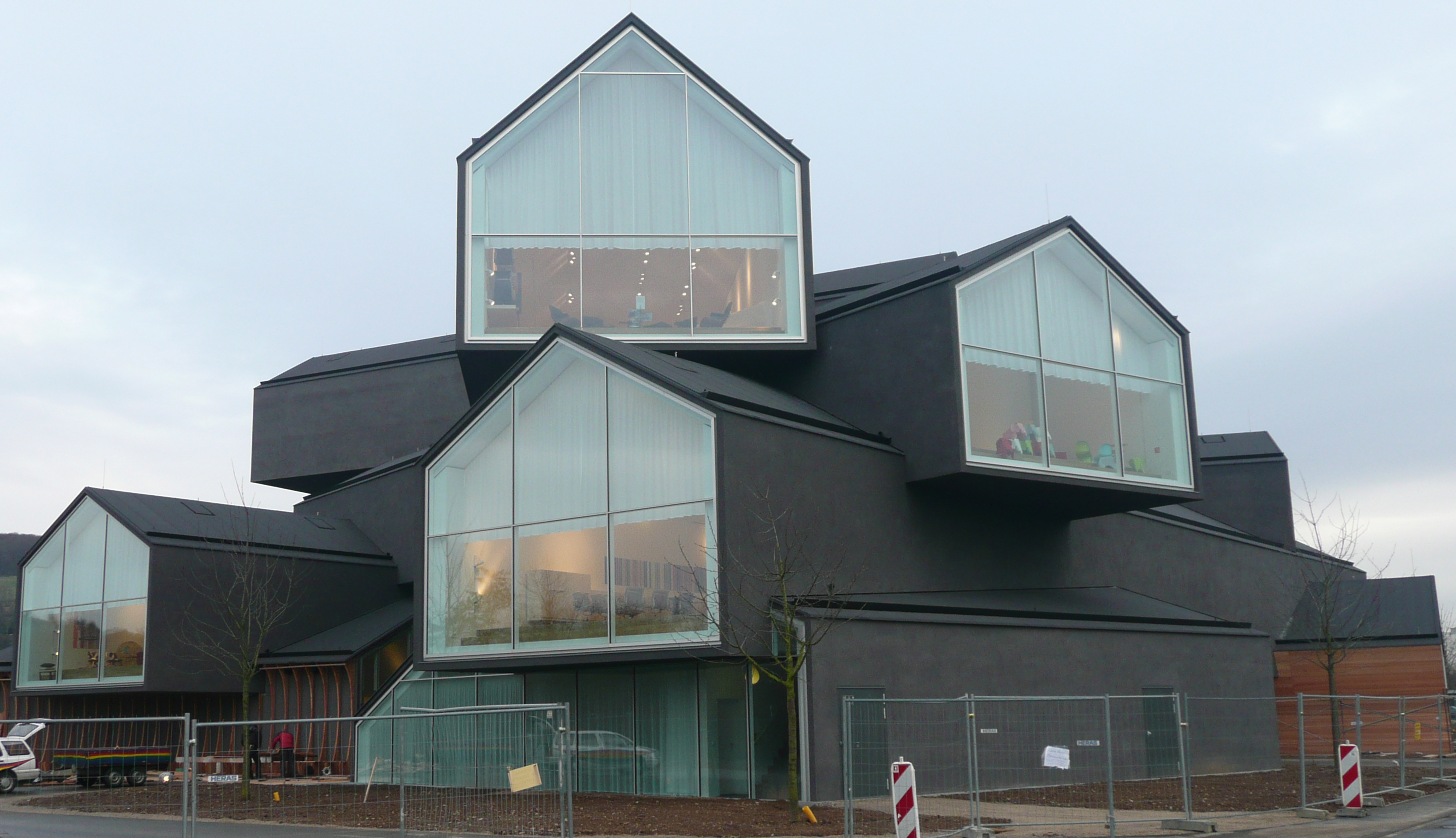
Het VitraHaus
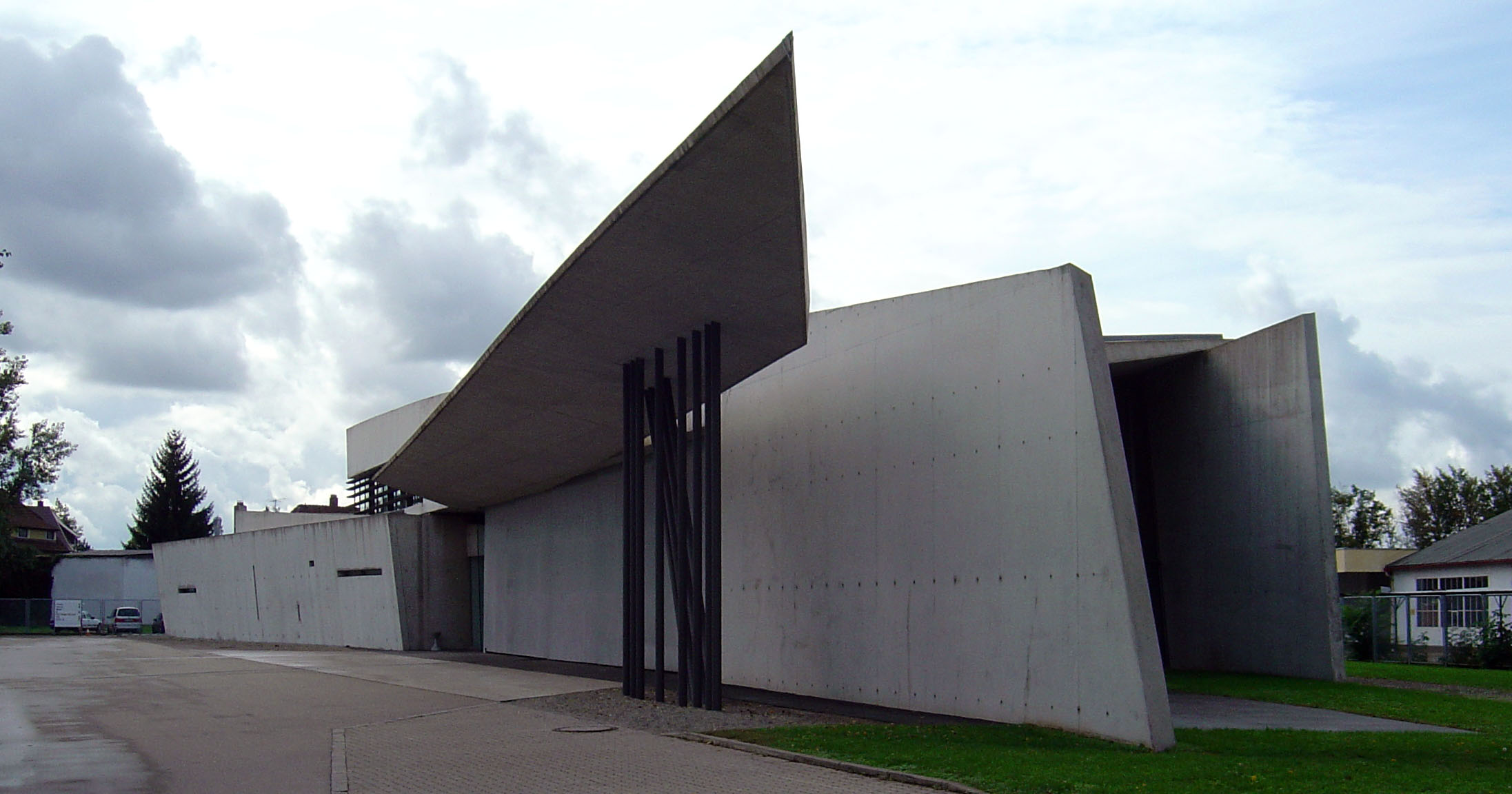
De vroegere brandweerkazerne
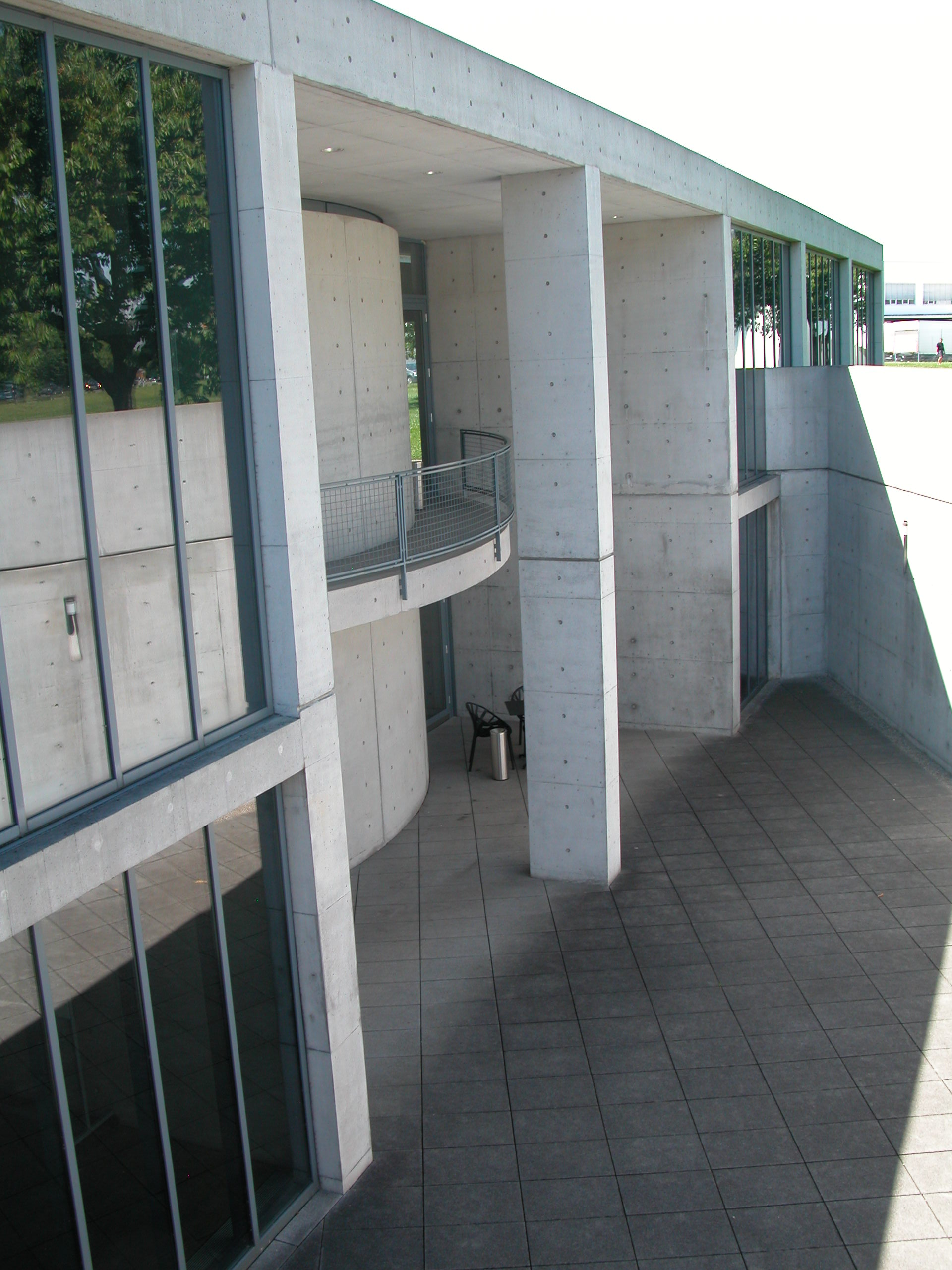
Het conferentiepaviljoen van Ando, noordkant
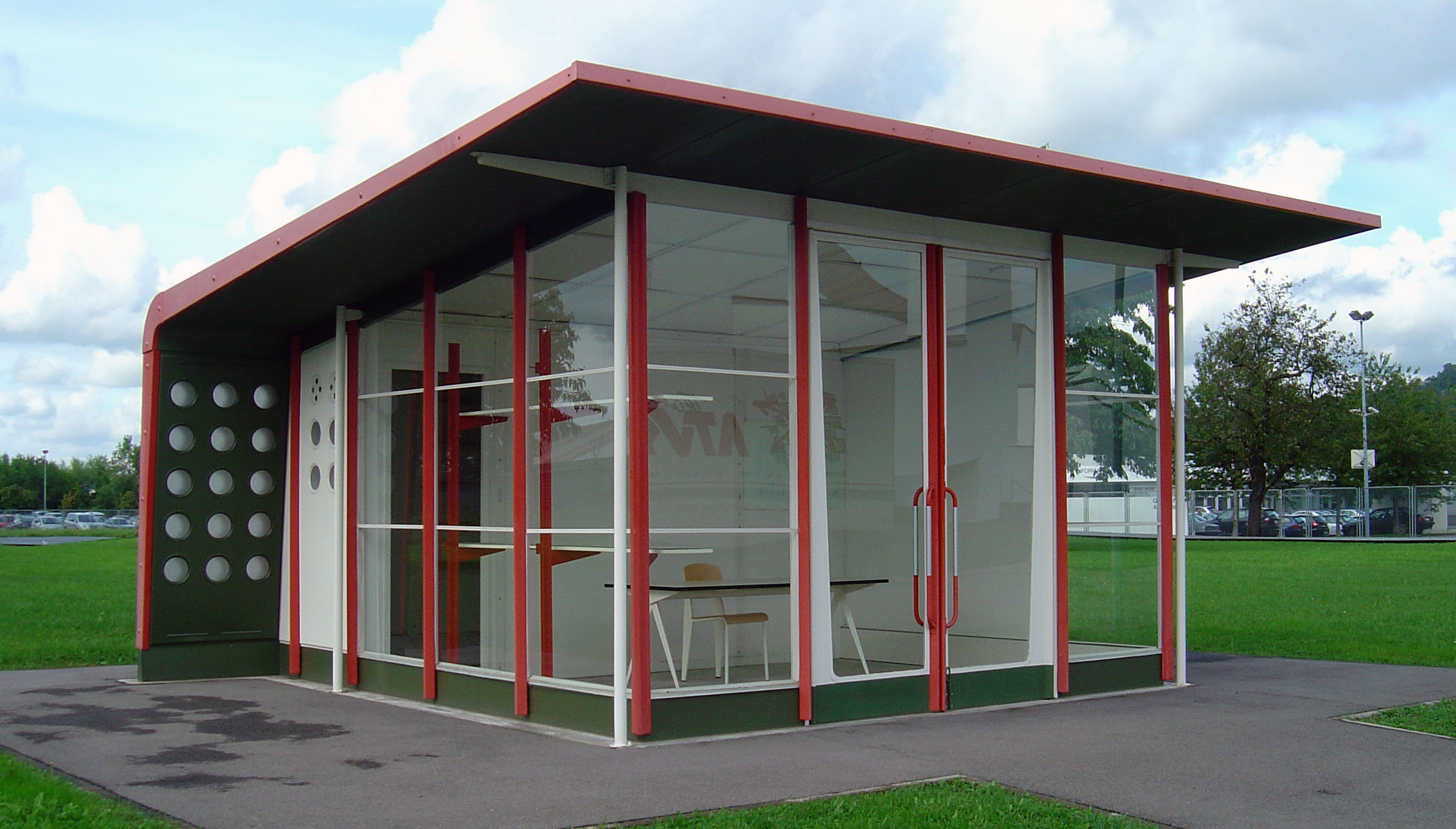
Het tankstation van Prouvé
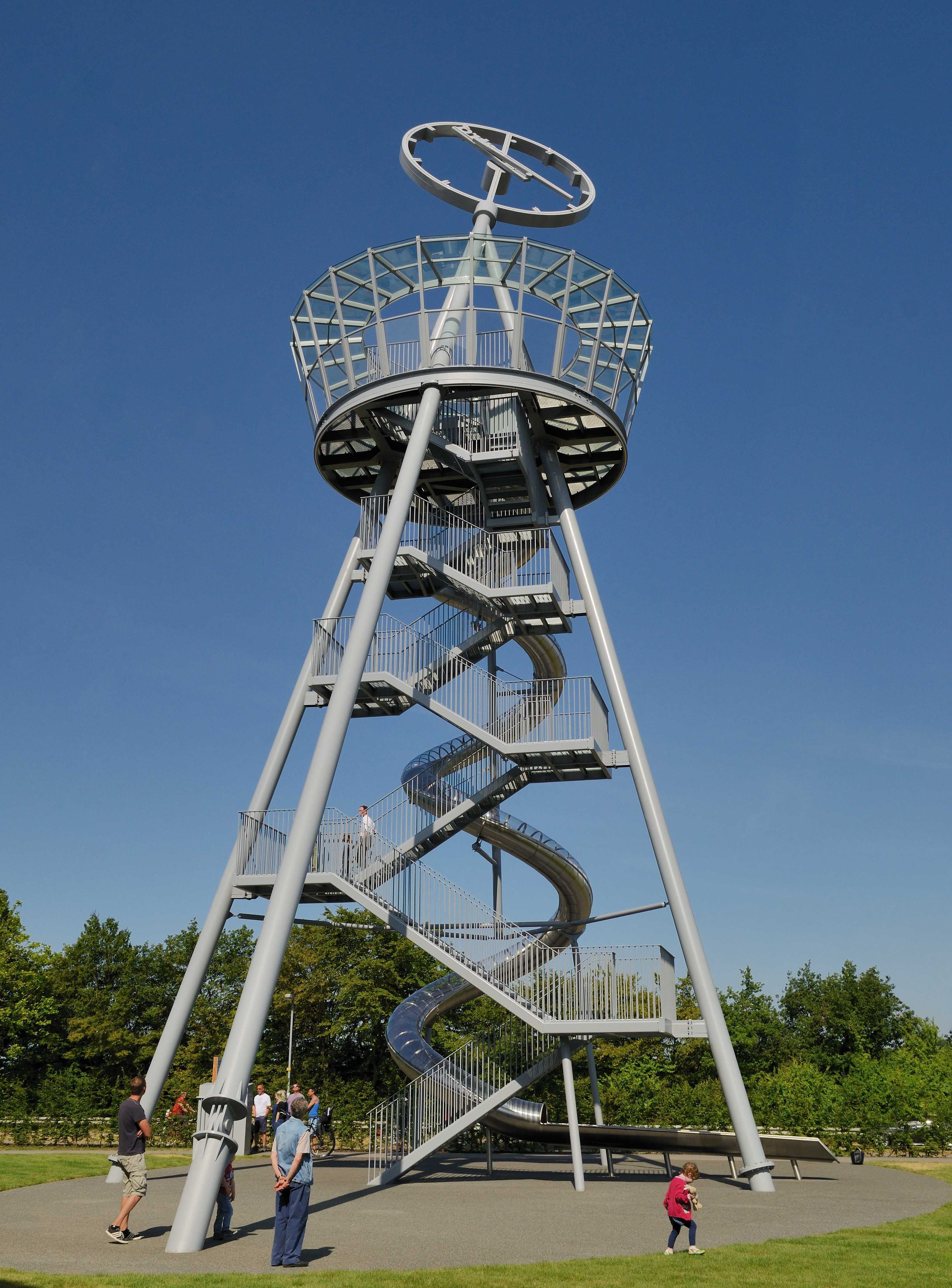
De Vitra Rutschturm
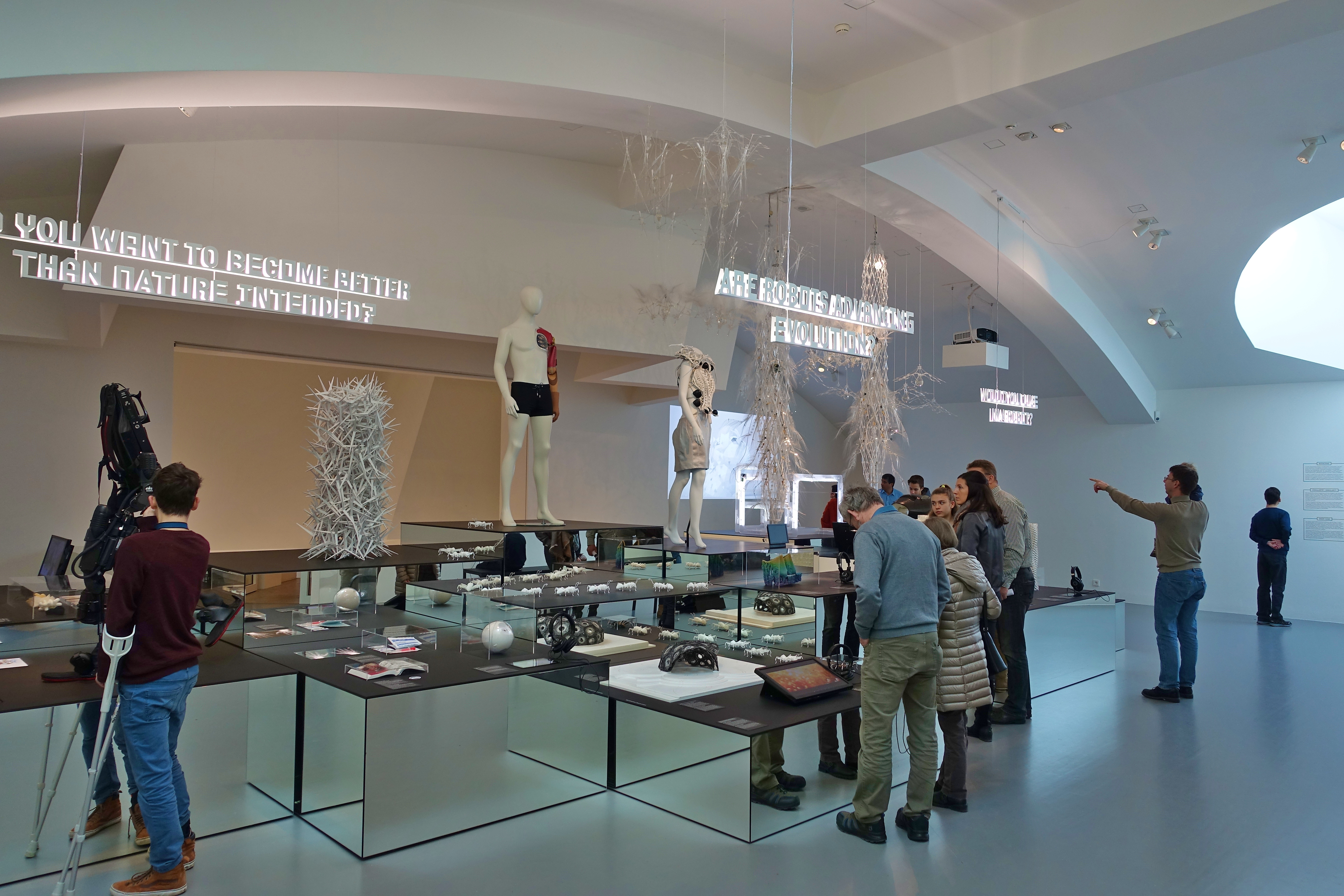
Op de tentoonstelling ‘Hello, Robot’ in februari 2017
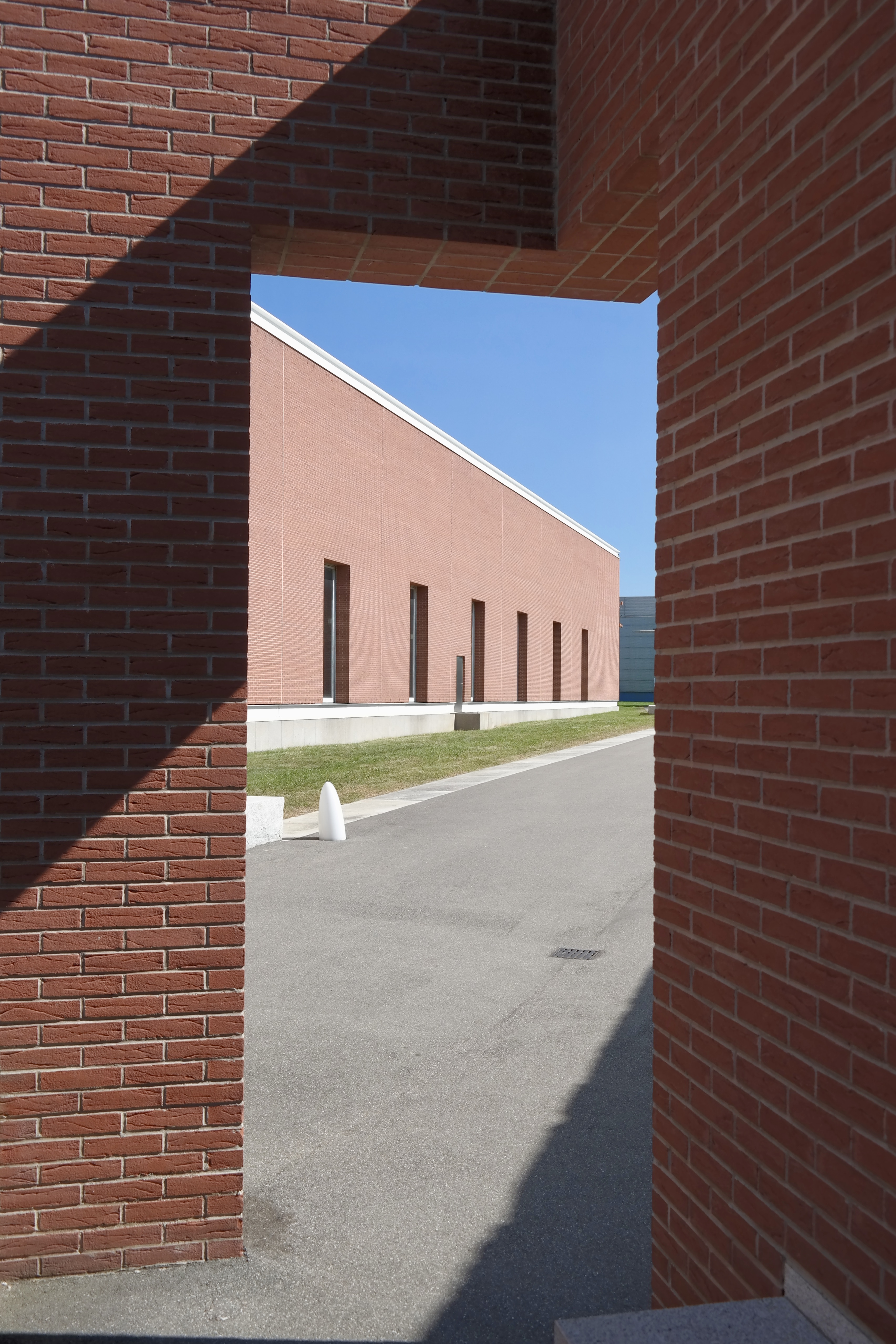
Doorkijkje naar Vitra's fabrieksgebouw ontworpen door Alvaro Siza